# Зграда Народне банке Србије у Улици краља Петра
Зграда Народне банке Србије у Улици Краља Петра данас представља седиште гувернера Народне банке Србије. А од свог настанка па до 2006. године била је главна зграда Народне банке Србије и Југославије.

## Историја и опис зграде
Оснивање Привилеговане Народне банке Краљевине Србије је представљао дуготрајан процес који је проистекао из развоја привреде, новца и других банкарских институција, као и из потребе економске и политичке еманципације краљевине Србије  . Формални чин почетка рада банке уследио је након доношење Закона о Народној банци, 30. децембра 1882. године, који ступа на снагу потврђивањем од стране Краља Милана Обреновића 6. јануара 1883. године. По овом закону банка је основана као привилегована институција (за наредних 25 година у виду акционарског друштва), са почетним капиталом од 20 милиона динара, а предвиђено је да се њен рад одвија под контролом државе. Званично Банка почиње са радом 1. јуна 1884. године. Тог датума под закуп узима простор у улици Кнеза Михаила бр. 38, (данашња Кнеза Михаила бр. 50), у Кући Христине Кумануди.

### Историја
С обзиром да је рад банке захтевао већи простор него што је пружало привремено решење, за потребе изградње нове зграде 1886. године купљен је плац на углу улица Дубровачке и Цара Лазара. Године 1887. усвојена је скица плана нове зграде, чији су аутори били двојица архитеката запослених у Министарству грађевина. Ипак Управни одбор банке одлучује да израду пројекта повери Константину Јовановићу, тада већ афирмисаном архитекти и сину литографа Анастаса Јовановића. Пројекат банке био је уједно и његов први ауторски рад у Београду. Послови извођења објекта су дати предузимачима Јирасек и Краусу из Сегедина „са изузетком каменарских и вештачко браварских послова, централног огрева, осветљења, водовода и моловања“. Током 1889. и 1890. године трајали су радови, да би банка коначно била усељена 15. марта 1890. године. Колики је значај, у очима савременика, имала ова зграда сведочи и податак да је Константин А. Јовановић 1890. године одликован орденом Светог Саве III реда. У извештају Банке за 1890. годину стоји да Банка: „...има кућу, којом се може дичити и она сама и престоница наша, којој она служи на украс“. Даље се истиче улога аутора: „...у великом је заслуга архитекте Г. Косте Јовановића који је израдио планове и под чијим је надзором и само грађење са свим пословима извршено“.
Након I Светског рата, Привилегована Народна банка Краљевине Србије прераста у Народну банку Краљевине Срба, Хрвата и Словенаца, a због функционалних потребе, у периоду 1922-25. године, зграда Банке бива проширена надовезујући се на постојеће здање, дуж улице Краља Петра I, Грачаничке, Спасићеве (тада Творничке) и у делу улице Цара Лазара, заузимајући тако целокупну површину урбанистичког блока у облику неправилне петоугаоне основе. За аутора пројекта доградње Банке поново је ангажован Костантин Јовановић, који је држећи се стилских принципа примењених на старијем делу зграде, успешно реализовао и овај задатак. У оваквој форми затвореног блок са унутрашњим атријумским двориштем, управно-административна палата банке је до данас очувана. Иако скрајнута и без урбанистички доминантне позиције, која дозвољава пуно сагледавање објеката, палата банке је реализована складно и хармонично и одише монументалношћу и репрезентативношћу.

### Изградња и опис  зграде
Стилска и обликовна основа која је послужила Јовановићу као узор лежи у архитектури позноренесансних палата Италије XVI века, као и у видљивом утицају Јовановићевог професора и истакнутог Бечког архитекте Готфрида Семпера. Појединачни објекти на чије се стилске вредности Јовановић надовезује представљају две палате: Палата Фарнезе (Palazzo Farnese) у Риму, аутора Антонија Сангала Млађег и Микеланђела (грађена 1513 и 1534-1546. године) и Палата Опенхајм у Дрездену (Palate Oppenheim), из средине XIX века, аутора Готфрид Земпера.
Као најзначајније дело у опусу архитекте Константина Јовановића , овај објекат на најбољи начин презентује примарну карактеристику аутора, да у конципирању фасадних површина варира тему ренесансне архитектуре са еклектичким приступом који се очитава у употреби појединачних елемената архитектонске пластике преузетих из барока. И управо тај начин конципирања архитектонског дела је на изванредан начин демонстриран на здању палате Народне банке , што је ставља у позицију најзначајнијег Јовановићевог остварења, као и у ред најзначајнијих остварења академистичке архитектуре у Србији.

#### Екстеријер
Елевација фасада је изведена у стандардном академском маниру у виду троделне хоризонталне поделе. Јасно диференцирање зона почива на контрасту између ниже рустичне и виших мирних фасадних површина, које су међусобно раздељени дубоким подеоним венцем. Зону приземља и подрума карактерише тешка и монолитна рустична обрада, олакшана правилно ритмованим низом лучних прозорских отвора. Архитектонска естетика ове зоне носи јасну асоцијацију на фирентинске палате XV века. Монотонија приземља разбијена је свечано обрађеним порталима смештеним према улицама Краља Петра I и Цара Лазара. У формулацији виших зона Јовановић себи допушта више слободе. У зони првог спрата, на равним зидним површинама, строга хирерахија композиције је динамизована наизменичном алтернацијом различито профилисаних прозора, а читав естетски утисак је акцентован репрезентативним прозорима смештеним изнад свечаних портала. Зона другог спрата је симплификована, низом прозорских отвора једноставније профилације, изнад које је као завршни мотив изведен дубоки кровни венац са балустрадом.

#### Ентеријер
Уређењу ентеријера је посвећена велика пажња, тако да репрезентативност унутрашње обраде објеката не заостаје за решењем фасадa. Уметнички богата обрада унутрашњих просторија садржи велики број функционалних и украсних предмета који спадају у домен примењене уметности и занатства који представљају нераздвојну целину са архитектуром зграде. Нарочито је акцентована обрада функционалних чворишта, вестибила у старом делу објекта и шалтер сала у новом делу. Као део зграде доступан јавности ове прострије су богато декорисане у духу неоренесансе. Њихова композициона шема почива на контрастирању пуних и празних површина, мирних једнобојних и полихромних детаља, као и богатом применом флоралне орнаментике и алтернацији разнородних материјала.  
Општем утиску богатства и монументалности ентеријера нарочито доприноси ансамбл сликане декорације који данас представља једну од најочуванијих и најрепрезентативнијих  декоративних целина с почетка XX века. Сликана декорација овог дела зграде прати европске токове тога времена и у потпуности је подређена архитектури. У најбољем маниру академског стила овде је доследно спроведен принцип уређења ентеријера репрезентативног објекта као што је палата Народне банке. Оваква врста декоративног сликарства наравно не носи ауторски печат, већ је рађена по унапред осмишљеној декоративној шеми која је највероватније потиче из Средње Европе. У осликавање дела објекта из 1925. године је поновљена истоветна шема, иконографија и стилски израз из старијег дела банке. Иконографски избор мотива подразумева један компилаторски корпус базиран на слободном преузимању цитата из различитих митологија и ликовних традиција. Општа симболика декорације, кроз приказе рогова изобиља, сфинги грифона и као најважнијег симболичког мотива представе Меркура, јасно указује на функцију објекта односно на идеју успеха, богатства и благостања. Од вредних уметничких остварења у овом простору треба издвојити бисту „Србије“ првобитно изведена за потребе споменика Косовским јунацима у Крушевцу. Ова биста постављена у вестибилу старијег дела објекта, нарочито наглашава национални карактер институције и дело је вајара Ђорђа Јовановића. До II светског рата простор банке су красили и портрети свих дотадашњих гувернера, уља на платну аутора Уроша Предића.
Зграда Народне банке на најбољи начин репрезентује савремена европска стремљења у домену архитектуре академизма, а архитекту Константина Јовановића репрезентује као најбољег познаваоца академске архитектуре, кога је српска средина имала. Јединство ауторског израза и значаја институције Народне банке чине овај објекат изузетним материјалним сведочанством друштвених стремљења, економских и архитектонских достигнућа краљевине Србије и краљевине Срба, Хрвата и Словенаца. Утврђена је за културно добро  од великог значаја 1979. године.

## Доградња
Банка је између 1923. и 1925. године, због повећаног обима послова насталог услед проширења делокруга на целу земљу тада уједињених Јужних Словена, дозидана, а пројекат је поново урадио Константин Јовановић. Доградња је мајсторски изведена, па то здање представља изузетно успелу целину. За унутрашње радове коришћени су исти материјали и исти манир, тако да се ни у ентеријеру то дограђивање не примећује. Нажалост, архитекта није доживео да види своје потпуно завршено најзначајније дело. Проширена зграда је освећена 15. фебруара 1926.

## Коначни профил зграде
Зграда Народне банке у коначном савременом облику има трезорски подземни простор, сутерен, приземље, два спрата и поткровље. Данас она заузима цео блок оивичен улицама краља Петра I, цара Лазара, Николе Спасића и Грачаничком. Поред првобитног главног улаза на углу улица краља Петра I и цара Лазара, који данас представља Свечани улаз, доградњом је направљен и други, Главни улаз из Улице краља Петра I.